# 1895
1895 (MDCCCXCV) je bilo navadno leto, ki se je po gregorijanskem koledarju začelo na torek, po 12 dni počasnejšem julijanskem koledarju pa na nedeljo.

## Rojstva
- 14. februar - Max Horkheimer, nemški filozof in sociolog judovskega rodu († 1973)
- 24. februar - Vsevolod Vjačeslavovič Ivanov, ruski pisatelj († 1963)
- 6. maj - Rudolph Valentino, italijansko-ameriški filmski igralec († 1926)
- 6. maj - Srečko Puncer, slovenski borec za severno mejo († 1919)
- 11. maj - Džidu Krišnamurti, indijski filozof († 1986)
- 26. maj - Dorothea Lange, ameriška fotografinja († 1965)
- 4. oktober - Buster Keaton, ameriški igralec in režiser († 1966)
- 19. oktober - Lewis Mumford, ameriški urbanistični sociolog († 1990)
- 17. november - Mihail Mihajlovič Bahtin, ruski filozof, semiotik († 1975)
- 20. december - Susanne Langer, ameriška filozofinja ( 1985)
- - Khunu Rinpoche, tibetanski budistični učitelj († 1977)

## Smrti
- Friedrich Engels.26. januar - Arthur Cayley, angleški matematik, odvetnik (* 1821)
- 4. februar - Thomas Penyngton Kirkman, angleški matematik (* 1806)
- 9. marec - Leopold von Sacher-Masoch, avstrijski pisatelj (* 1836)
- 14. april - James Dwight Dana, ameriški geolog, mineralog, naravoslovec, zoolog (* 1813)
- 29. junij - Thomas Henry Huxley, angleški biolog (* 1825)
- 7. julij - Friedrich Wilhelm Gustav Spörer, nemški astronom (* 1822)
- 5. avgust - Friedrich Engels, nemški politik, ekonomist, filozof, vojaški zgodovinar (* 1820)
- 8. september - Adam Opel, nemški industrialec (* 1837)
- 28. september - Louis Pasteur, francoski mikrobiolog, kemik (* 1822)
- 6. november - Luigi Giuseppe Lasagna, italijanski rimskokatoliški salezijanski misijonar  (* 1850)